# Выборы губернатора Санкт-Петербурга (1996)
Выборы губернатора Санкт-Петербурга 1996 года проходили 19 мая (первый тур) и 2 июня (второй тур). На выборах был избран первый губернатор Санкт-Петербурга — Владимир Яковлев.
Выборы губернатора 1996 года начинались при массовой уверенности, что Анатолий Собчак будет легко переизбран на второй срок. По данным социологов, около трети петербургских избирателей твердо намеревались проголосовать за Собчака, и еще треть готова была это сделать при определенных условиях. Против Собчака была создана коалиция Яковлева, Артемьева и Щербакова, объединившая и демократов, и часть городской элиты. Участники коалиции договорились о том, что двое из них, имеющие менее высокий рейтинг, снимут свои кандидатуры в пользу лидера.
В результате Яковлев сумел опередить в первом туре Болдырева и, набрав 21,6 % голосов, стать вторым вслед за Собчаком, набравшим 29 %. Перед вторым туром Яковлева поддержали Беляев и Беляков, за него же, исходя из неприязни к мэру, голосовали и сторонники Севенарда. Собчак крайне неудачно провел теледебаты с Яковлевым, постоянно ловившим его на незнании практических вопросов городской жизни.

## Результаты
Первый тур
| Место                  | Кандидат                          | Голоса    | %     |
| ---------------------- | --------------------------------- | --------- | ----- |
| 1.                     | Собчак Анатолий Александрович     | 524 526   | 29,02 |
| 2.                     | Яковлев Владимир Анатольевич      | 390 139   | 21,58 |
| 3.                     | Болдырев Юрий Юрьевич             | 308 937   | 17,09 |
| 4.                     | Севенард Юрий Константинович      | 181 102   | 10,02 |
| 5.                     | Беляков Александр Семенович       | 177 567   | 9,82  |
| 6.                     | Беляев Александр Николаевич       | 80 862    | 4,47  |
| 7.                     | Ходырев Владимир Яковлевич        | 24 936    | 1,38  |
| 8.                     | Андреев Сергей Юрьевич            | 19 748    | 1,09  |
| 9.                     | Шутов Юрий Титович                | 12 254    | 0,68  |
| 10.                    | Карабанов Владислав Александрович | 7 045     | 0,39  |
| 11.                    | Васильев Сергей Евгеньевич        | 6 699     | 0,37  |
| 12.                    | Левашев Алексей Владимирович      | 5 142     | 0,29  |
| 13.                    | Улыбин Вячеслав Вячеславович      | 3 778     | 0,21  |
| 14.                    | Рудасев Сергей Алекасандрович     | 1 474     | 0,08  |
| Против всех            | Против всех                       | 71 029    | 2,05  |
| Всего                  | Всего                             | 1 815 031 | 48,93 |
| Количество избирателей | Количество избирателей            | 3 709 444 | 100   |

Второй тур
| Место                  | Кандидат                      | Голоса    | %     |
| ---------------------- | ----------------------------- | --------- | ----- |
| 1.                     | Яковлев Владимир Анатольевич  | 773 479   | 47,49 |
| 2.                     | Собчак Анатолий Александрович | 745 311   | 45,76 |
| Против всех кандидатов | Против всех кандидатов        | 95 175    | 5,84  |
| Недействительны        | Недействительны               | 14 821    | 0,90  |
| Всего                  | Всего                         | 1 628 786 | 43,88 |
| Количество избирателей | Количество избирателей        | 3 712 269 | 100   |